# Saphir (trein)
De Saphir was een Europese internationale trein voor de verbinding Dortmund - Oostende. De naam Saphir (safier) verwijst naar de in België gevestigde edelsteenindustrie.

## Boottrein
In 1954 is de Saphir in dienst gekomen als boottrein in aansluiting op de veerboot tussen Dover en Oostende voor de verbinding tussen Londen en het Ruhrgebied. Het was de opvolger van de Ostende-Köln Pullman Express, die tussen 1929 en 1940 deze verbinding verzorgde. De Saphir werd gereden met een VT08 van de Deutsche Bundesbahn met treinnummers F74 en F75.

## Trans Europ Express
Op 2 juni 1957 werd de Saphir in het TEE-net opgenomen. Het was de voortzetting van de bestaande boottrein die in Oostende aansloot op de boot naar Engeland en werd de eerste weken ook nog steeds gereden met een VT 08 voorzien van een TEE-logo. Na een wijziging van de route werd tussen Frankfurt en Keulen gekoppeld gereden met TEE Rhein-Main. De twee VT 11.5 treinstellen werden in Keulen gesplitst of gekoppeld. Vanaf de zomerdienst 1959 reden de treinen weer apart.

### Rollend materieel
Na afloop van de inzet van de VT 08 was de Saphir op 15 juli 1957 de eerste Duitse TEE die verzorgd werd door VT 11.5 treinstellen van de DB. De inzet van de dieseltreinstellen werd beëindigd op 26 september 1971 toen werd overgeschakeld op getrokken treinen met elektrische tractie.

#### tractie
In Duitsland werd de trein getrokken door de series 110 en 112 en later de serie 103, in België werd de reeks 18 als trekkracht ingezet.

#### rijtuigen
Als rijtuigen werden de vervolgseries van de Rheingold gebruikt en voor de restauratie zelfs de WRm-131, die waren vrijgekomen door de vernieuwing van de restauratierijtuigen in de TEE Rheingold

### Route en dienstregeling
De TEE Saphir startte op 2 juni 1957 onder de treinnummers TEE 74 en TEE 75. De dienstregeling kende aanvankelijk een stop in Herbesthal in maar één richting, pas vanaf 31 mei 1959 werd in beide richtingen gestopt.
| TEE 75 | land      | station       | km  | TEE 74 |
| ------ | --------- | ------------- | --- | ------ |
| 08:15  | Duitsland | Dortmund      | 0   | 21:52  |
| 08:28  | Duitsland | Bochum        | 18  | 21:37  |
| 08:43  | Duitsland | Essen         | 34  | 21:24  |
| 08:59  | Duitsland | Duisburg      | 54  | 21:08  |
| 09:17  | Duitsland | Düsseldorf    | 77  | 20:50  |
| 09:52  | Duitsland | Keulen        | 117 | 20:18  |
| 10:39  | Duitsland | Aken          | 187 | 19:31  |
| **:**  | België    | Herbesthal    | 203 | 19:16  |
| 11:09  | België    | Verviers      | 217 | 19:04  |
| 11:34  | België    | Luik          | 242 | 18:43  |
| 12:38  | België    | Brussel Noord | 342 | 17:29  |
| 12:46  | België    | Brussel Zuid  | 348 | 17:22  |
| 13:18  | België    | Gent          | 401 | 16:50  |
| 13:43  | België    | Brugge        | 441 | 16:26  |
| 13:59  | België    | Oostende      | 464 | 16:10  |

De route in Duitsland werd al op 1 juni 1958 gewijzigd in Frankfurt - Mainz - Koblenz - Bonn - Keulen - Aken. Hierbij zijn ook de treinnummers gewijzigd, TEE 75 werd TEE 19 en TEE 74 werd TEE 20. Vanaf 31 mei 1959 werd de stop in Mainz vervangen door een stop in Wiesbaden en werd in Herbesthal in beide richtingen gestopt. Op 27 mei 1962 vervielen de stops in Verviers en Herbesthal voor de treinen richting Duitsland.
Op 22 mei 1966 is het Belgische traject ingekort tot Brussel-Zuid en daarbij verviel Herbesthal definitief, de trein stopte weer wel in beide richtingen te Verviers. De Europese treinnummering van 23 mei 1971 leidde ook voor de Saphir tot een wijziging en wel zo dat de treinnummers met één werden verhoogd. Op 26 september 1971 is het Duitse eindpunt verplaatst naar Neurenberg en reed de Saphir richting Frankfurt via Mainz en richting Brussel via Wiesbaden.
| TEE 21 | land      | station           | km  | TEE 20 |
| ------ | --------- | ----------------- | --- | ------ |
| 18:07  | België    | Brussel Zuid      | 0   | 13:28  |
| 18:16  | België    | Brussel Noord     | 6   | 13:20  |
| 19:19  | België    | Luik              | 106 | 12:26  |
| 19:37  | België    | Verviers          | 131 | 12:08  |
| 20:05  | Duitsland | Aken              | 161 | 11:46  |
| 20:55  | Duitsland | Keulen            | 231 | 10:53  |
| 21:22  | Duitsland | Bonn              | 264 | 10:32  |
| 21:58  | Duitsland | Koblenz           | 324 | 09:58  |
| ↓      | Duitsland | Wiesbaden         | 422 | 09:00  |
| 22:49  | Duitsland | Mainz             | 425 | ↑      |
| 23:14  | Duitsland | Frankfurt am Main | 463 | 08:22  |
| *      | Duitsland | Würzburg          | 599 | 07:04  |
| *      | Duitsland | Neurenberg        | 701 | 06:06  |

Neurenberg was alleen startpunt richting België, in de andere richting was Frankfurt het laatste station. Vanaf 1 juni 1975 werd ook gestopt in Brussel Centraal. Op 28 mei 1978 is de verlenging tot Neurenberg ongedaan gemaakt en op 27 mei 1979 is de exploitatie voortgezet als Intercity (IC 128/129) met twee klassen, nu met Würzburg en Neurenberg in beide richtingen.